# صموئيل بليك
صموئيل بليك (بالإنجليزية: Samuel Blake)‏ هو محامي وسياسي أمريكي، ولد في 1807، وتوفي في أبريل 1887. حزبياً، نشط في الحزب الديمقراطي. وقد انتخب عضو مجلس ولاية مين.